# Дублін (Брагінський район)
Дублін — (біл. Дублін), село в складі Брагінського району розташоване в Гомельській області Білорусі. Село підпорядковане Маложинській сільській раді і в ньому мешкає 354 осіб (станом на 2004 рік).
Село Дублін розташоване на південному сході Білорусі, у південній частині Гомельської області, за 6 кілометрів на південний схід від районного центру Брагіна.